# 門三佐博
門 三佐博（かど みさひろ、1937年または1938年 - ）は、日本の政治家。自由民主党所属。和歌山県議会議員 (10期)、同議長、同副議長を歴任。旭日中綬章受章。元衆議院議員・門博文の父。

## 来歴
和歌山県伊都郡かつらぎ町出身。和歌山県立笠田高校卒業。1975年 和歌山県議会議員選挙で初当選。1986年7月から翌年4月まで県議会副議長。
1989年7月 西本長浩の後任として県議会議長に就任。1990年7月 岸本光造を後任として議長を退任。2003年和歌山県議会議員選挙では伊都郡選挙区 (定数3) でトップ当選。
2007年和歌山県議会議員選挙では同選挙区 (定数2) で無投票当選。2011年和歌山県議会議員選挙では同選挙区 (定数1) で無投票当選。県議を計10期務めて政治家引退。

## 人物
住所は和歌山県伊都郡かつらぎ町笠田東。

## 功績・逸話
2022年1月 道の駅くしがきの里に国道480号の鍋谷トンネル建設や地域経済に発展に貢献したとして門の顕彰碑が建立され除幕式が行われた。式典には自民党の元幹事長・二階俊博、かつらぎ町長の中阪雅則、大阪府和泉市長の辻宏康らが出席した。

## 政策
- 交通体系の整備[2]
- 地場産業の振興[2]
- 農業の活性化と試験研究機関の充実[2]
- 山村地域の自立、活性化推進[2]
- 企業の誘致による雇用の拡大[2]
- 青少年の健全育成と婦人の声を県政へ[2]
- 和医大紀北分院の一層の整備拡充[2]
- 高齢者並びに、心身障害者対策と心の通う福祉行政[2]
- 同和問題の早期完全解決[2]
- 教育、文化、スポーツの振興[2]

## 栄典
- 1996年4月 春の叙勲で藍綬褒章を受章[13]
- 2016年11月 秋の叙勲で旭日中綬章を受章[3]